# Нижньопокровка
Нижньопокро́вка — село в Україні, у Старобільській міській громаді Старобільського району Луганської області. Населення становить 779 осіб. Колишній орган місцевого самоврядування — Нижньопокровська сільська рада.